# Scrobipalpomima
Scrobipalpomima is een geslacht van vlinders van de familie tastermotten (Gelechiidae).

## Soorten
- S. addenda Povolny, 1989
- S. anonyma Povolny, 1985
- S. concurrens Povolny, 1989
- S. elongata Povolny, 1989
- S. excellens Povolny, 1985
- S. fugitiva Povolny, 1989
- S. grisescens Povolny, 1985
- S. illustris Povolny, 1898
- S. improbabilis Povolny, 1898
- S. indifferens Povolny, 1985
- S. karsholti Povolny, 1985
- S. neuquenensis Povolny, 1985
- S. neuquensis Povolny
- S. obscuroides Povolny, 1989
- S. obsoleta Povolny, 1985
- S. obtusa Povolny, 1989
- S. patagoniae Povolny, 1985

- S. patens Povolny, 1985
- S. pseudogrisescens Povolny, 1989
- S. questionaria Povolny, 1985
- S. relicta Povolny, 1985
- S. schematica Povolny, 1985
- S. septemtrionalis Povolny, 1990
- S. serena Povolny, 1989
- S. symmetrischemoides Povolny, 1989
- S. triangulignathos Povolny, 1985